# Байвенс, Кайли
Кайли Элизабет Байвенс (англ. Kylie Elizabeth Bivens; род. 24 октября 1978, Апленд, Калифорния) — американская футболистка, выступавшая на позициях защитника и полузащитника. Бронзовый призёр чемпионата мира (2003) в составе национальной сборной.

## Карьера

### Студенческая карьера
В футболе дебютировала в 1996 году в студенческой женской футбольной команде «Санта-Клара Бронкос», в составе которой отыграла первые три года своей игровой карьеры.

### Клубная карьера
Во взрослом футболе дебютировала в женском футбольном клубе «Калифорния Сторм», а затем присоединилась к команде «Атланта Бит», в составе которой провела два сезона, отметившись 4 забитыми голами в 55 матчах.

### Карьера в сборной
В 2002 году дебютировала в официальных матчах в составе женской национальной сборной США по футболу. В следующем году вместе с командой выступала на домашнем чемпионате мира, завоевав бронзовые награды турнира.
Всего в составе национальной команды приняла участие в 17 матчах, не отметившись забитыми мячами.